# James Ewell Brown Stuart
James Ewell Brown Stuart, ameriški general, * 6. februar 1833, Virginija, † 12. maj 1864.
Bil je poveljnik konjenice v Ameriški državljanski vojni, deloval je pod poveljstvom  generala Roberta Edwarda Leeja. Smatrali so ga, poleg Nathan-a Bedford-a Forrest-a, za enega najboljših konjeniških poveljnikov v ameriški zgodovini.